# Lisa Andreas
Pour les articles homonymes, voir  Andreas.
Lisa Andreas est une chanteuse anglaise née le 22 décembre 1987.
À 16 ans, elle représente Chypre, le pays d'origine de sa mère, au Concours Eurovision de la chanson en 2004 avec la chanson Stronger Every Minute et termine à la 5e place.